# 步行者號驅逐艦
步行者號驅逐艦（舷號D27）是一艘英國皇家海軍建造的驅逐艦，為W級驅逐艦的3號艦。她是英軍第一艘以步行者（Walker）為名的軍艦。
步行者號在1917年於蘇格蘭鄧巴頓丹尼造船公司開始建造，在1918年2月下水服役，參與第一次世界大戰晚期的海軍巡航。戰後步行者號介入俄國內戰，到波羅的海封鎖蘇聯港口，並曾遭到蘇聯戰列艦彼得巴甫洛夫斯克號戰艦 (1911年)攻擊。後來步行者號主要在北大西洋執勤，於1932年退役待命。
1939年第二次世界大戰爆發前夕，步行者號重新服役，並在凱爾特海護航商船，期間因撞船意外而遭受重創。復修後步行者號繼續護航任務，並曾參與挪威戰役。1941年步行者號與友艦范諾克號為HX-112船團護航時，遭遇德國潛艇。步行者號成功迫使奧托·克瑞奇米爾指揮的U-99號潛艇投降，而范諾克號則撞沉了U-100號潛艇，並殺死了约阿希姆·施普克。這次攻擊使納粹德國海軍在一日內失去了兩名優異的潛艦軍官。在及後的戰爭，步行者號仍然以護航任務為主，並參與了諾曼第戰役的海王星行動。德國投降後，步行者號退役待命，最後在1946年出售拆解。